# Messages for the Cakekitchen
Messages for the Cakekitchen è un album discografico pubblicato nel 1988 da Graeme Jefferies. Tutti gli strumenti vennero suonati da Jefferies che è anche autore di tutti i brani.
La prima edizione venne pubblicato in Nuova Zelanda nel 1988 dalla Flying Nun Records e venne poi ristampato negli Stati Uniti d'America dalla Ajax Records con una diversa copertina.
Successivamente Graeme Jefferies fondò un gruppo musicale, The Cakekitchen, che prese il nome da questo album.

## Tracce
1. All the Colours Run Dry - 2:41
2. Reason to Keep Swimming - 3:47
3. Prisoner of a Single Passion - 4:42
4. Nothing That's New - 2:49
5. The Simple Tapestry of Fate - 2:01
6. If the Moon Dies - 4:04
7. The Cardhouse - 3:19
8. The Greenkeepers - 2:39
9. Is the Timing Wrong? - 9:05